# Punta Arrecife (Isla Vigía)
La punta Arrecife(51°19′S 59°54′O / -51.317, -59.900) es una pequeña punta del noreste de la isla Vigía del archipiélago de las Malvinas. Administrativamente pertenece al departamento Islas del Atlántico Sur de la provincia de Tierra del Fuego, Antártida e Islas del Atlántico Sur.
Esta punta se ubica al norte de la punta Tucumán, en el lado occidental de la bahía de la Cruzada y está al sur de la isla Rasa.